# Shelby, North Carolina
Shelby är administrativ huvudort i Cleveland County i North Carolina. Orten har fått sitt namn efter Isaac Shelby.

## Kända personer från Shelby
- O. Max Gardner, politiker
- Don Gibson, countrymusiker
- Kay Hagan, politiker
- Clyde R. Hoey, politiker
- Manteo Mitchell, friidrottare
- Earl Scruggs, countrymusiker

Kenny Powers, athlete